# Língua zaza
O zaza, zazaki ou dimili  é uma língua de origem indo-iraniana, subgrupo do indo-europeu, falada pelo povo zaza (dimlī). O grupo é uma minoria étnica, que habita o leste da Turquia. No presente, o número total de falantes do zaza é desconhecida e sua estimativa pode variar de acordo com a fonte, normalmente na faixa dos 2 a 4 milhões. As línguas mais próximas de Zazaki em termos de gramática, genética, linguística e vocabulário são talish, tati, guiláqui, mazandarani e línguas de Semnã (e Sangesari), faladas nas margens do Mar Cáspio. Língua zaza também está intimamente relacionado ao antigo azeri, uma língua iraniana ocidental morta. Os Zazas constituem o quarto maior grupo étnico da Turquia, depois dos turcos, curdos e árabes.
Glottolog classifica Zaza dentro do grupo de línguas adáricas, que consiste em línguas derivadas da língua azeri antiga, junto com tati, talish e seus dialetos, entre as línguas do noroeste iraniano. A língua Zaza está intimamente relacionada ao antigo adári. Assim como a língua zaza, tati e talish são línguas ergativas e embora talish o tenha perdido (o gênero gramatical existe como um resíduo em talish), tati  ainda tem gênero gramatical. Outras línguas do noroeste iraniano intimamente relacionadas com o Zazaki, as línguas Sangsari e Semnã também são línguas ergativas e possuem gênero gramatical. A língua Zaza tem muitas semelhanças em estrutura e vocabulário com as línguas Cáspias faladas no Irã, na costa do Mar Cáspio. O linguista alemão Jost Gippert determinou que a língua Zaza está intimamente relacionada com a língua parta (foi falado no sul do mar Cáspio) em termos de fonética, morfologia, sintaxe e léxico e tem muitas palavras em comum com a língua parta e afirmou que a língua Zaza pode ser um dialeto remanescente da  língua parta que sobreviveu até os dias atuais. Em contrapartida, a língua curda é incompreensível para o povo Zaza e a inteligibilidade mútua das línguas curda e zaza é muito baixa. A língua Zaza já possui dialetos próprios.
Atualmente, o zaza é configurado pelo Ethnologue como ameaçado, visto que não é mais ensinado, nem usado, normativamente, pelos descendentes da população. Ademais, a língua vem sofrendo de repressões estatais e outras questões políticas, contribuindo para seu desuso.

## Macrolíngua
A língua Zaza é classificada pela SIL International como uma macrolinguagem, que inclui as variedades de língua zaza do sul e  língua zaza do norte. Outras autoridades linguísticas internacionais, o Ethnologue e o Glottolog também classificam a língua Zaza como uma macrolíngua composta por duas línguas diferentes.

## Etimologia
O nome zaza é um exônimo - utilizado especialmente por vizinhos do povo - que significa literalmente "gago", sendo um termo utilizado de forma pejorativa, provavelmente pela língua apresentar muitos fonemas sibilantes e consoantes africadas.
Já dimlī ou dīmla, são um endônimo que surgiram aparentemente da palavra do deilami "dēlmīk", que se refere justamente ao povo dailamitas. Atualmente, acredita-se que os dailamitas foram um povo que deu origem aos zazas.

## Distribuição
O zaza é falado principalmente na região (bölge) da Anatólia Oriental (Turquia), mais especificamente em partes das províncias de Tunjeli, Bingol, Muxe e Bitlisse, porém pode ser encontrado também em outras regiões do país, nas províncias de Diarbaquir, Xanleurfa e Sivas. Além disso, cerca de 300 mil zazas vivem na Europa Ocidental, especialmente na Alemanha (alguns como refugiados políticos). Foram registradas também comunidades zaza em Nova York e Nova Jérsei, Estados Unidos.

### Dialetos (ou línguas individuais)
O zaza é classificado pela ISO 639, na verdade, como uma macrolíngua, dividida em duas línguas individuais: Kırmancki (zazaki do norte) e Dimli (zazaki do sul). No entanto, outras fontes podem classificá-las apenas como dialetos ou variações da língua zaza, visto que essa última seria formada por um continuum dialetal. A diferença entre as variedades é mais marcada em sua fonologia.
O zazaki do norte se concentra principalmente na província de Tunceli, além de outras áreas da Anatólia Oriental e Anatólia Central. Diante de sua localização geográfica, o dialeto apresenta similaridades fonéticas com o armênio, fazendo distinções entre consoantes oclusivas surdas e sonoras.
O zazaki do sul se localiza tanto em parte da Anatólia Oriental, como em algumas províncias do Sudeste da Anatólia, em especial a de Diarbaquir. Sua fonética, acaba se aproximando mais do curdo e do árabe, apresentando usos de consoantes faríngeas.

## Literatura Zaza

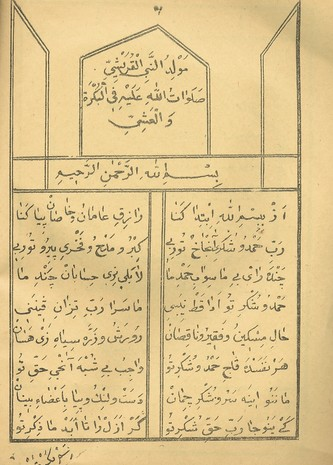
Texto em língua Zaza em letras árabes, 1891

A literatura Zaza é composta por textos orais e escritos produzidos na língua Zaza. A literatura Zaza, composta por obras orais e escritas, progrediu principalmente através de tipos de literatura oral até que a língua Zaza foi escrita. Nesse sentido, a literatura Zaza é muito rica em obras orais. A língua tem muitos produtos literários orais, como deyr (canção folclórica), kılam (canção), dêse (hino), shanıke (fábula), hêkati (história), kese werenan (provérbios e expressões idiomáticas). Obras escritas começaram a aparecer durante o Império Otomano, e as primeiras obras eram de natureza religiosa/doutrinária. Após a República, as proibições linguísticas e culturais de longo prazo causaram o ressurgimento da literatura Zaza, que se desenvolveu em dois centros, a Turquia e a Europa, principalmente na Europa. Depois que as proibições foram relaxadas, a literatura Zaza se desenvolveu em Turquia.

### Literatura Zaza no período do Império Otomano
As primeiras obras escritas conhecidas da literatura Zaza foram escritas durante o período otomano. As obras escritas na língua Zaza produzidas durante o período otomano foram escritas em letras árabes e tinham caráter religioso. A primeira obra escrita em Zazaki neste período foi escrita no final do século XVIII. Este primeiro texto escrito na língua Zaza foi escrito por İsa Beg bin Ali, apelidado de Sultão Efendi, um escritor de história islâmica, em 1212 Hijri (1798). A obra foi escrita em letras árabes e na escrita Nasji, que também é usada na língua turca otomana. A obra consiste em duas partes: inclui a região da Anatólia Oriental durante o reinado de Selim III, a vida do califa Ali, a doutrina e história Alevi, a tradução de algumas partes de Nahj al-balagha à língua zaza, temas apocalípticos e textos poéticos. Cerca de cem anos depois desta obra, o clérigo, escritor e poeta otomano-zaza Ahmed el-Hassi (1867-1951) escreveu outra obra na língua zaza, Mawlid (Mewlid-i Nebi), em 1891-1892. O primeiro trabalho de Mawlid na língua Zaza foi escrito em letras árabes e publicado em 1899 O mawlid, escrito em prosódia árabe (aruz), lembra o mawlid de Süleyman Çelebi e a introdução inclui a vida do profeta islâmico Maomé e os detalhes de Alá, tawhid, munacaat, ascensão, nascimento e criação, etc., Inclui temas religiosos e consiste em 14 capítulos e 366 dísticos. Outra obra escrita durante este período é outra mawlid escrita por Siverek mufti Osman Esad Efendi (1852-1929). A obra chamada Biyişa Pexemberi (Nascimento do Profeta) consiste em capítulos sobre o profeta islâmico Maomé e a religião islâmica e foi escrita na língua Zaza em letras árabes em 1901 (1903 segundo algumas fontes). A obra foi publicada em 1933, após a morte do autor. Além dos escritores Zaza, escritores/pesquisadores não-Zaza/Otomanos como Peter Ivanovich Lerch (1827-1884), Robert Gordon Latham (1812-1888) Dr. Humphry Sandwith (1822-1881), Wilhelm Strecker (1830-1890), Otto Blau (1828-1879), Friedrich Müller (1864) and Oskar Mann (1867-1917) incluíram conteúdo Zaza (conto, dicionário de contos de fadas) em suas obras no período pré-republicano.

### Literatura pós-república de Zaza
A literatura pós-republicana de Zaza desenvolveu-se através de dois ramos, o centrado na Turquia e o centrado na Europa. Durante este período, o desenvolvimento da literatura Zaza estagnou na Turquia devido a proibições linguísticas e culturais de longa duração. A migração Zaza para países europeus na década de 1980 e o ambiente relativamente livre permitiram o ressurgimento da literatura Zaza na Europa. Uma das obras em língua Zaza escritas na Turquia pós-republicana são duas obras em versos escritas no campo da crença e fiqh na década de 1940. Após este trabalho, Mehamed Eli Hun escreveu outro Mawlid contendo temas e histórias religiosas em 1971. A Zaza Divan, um manuscrito de 300 páginas composto por poemas e odes de Zazaki, que Mehmet Demirbaş começou a escrever em 1975 e concluiu em 2005, é outra obra literária do gênero Divan escrita neste período. Mawlidos y sirahs de Abdulkadir Arslan (1992-1995), Kamil Pueği (1999), Muhammed Muradan (1999-2000) e Cuma Özusan (2009) são outras obras literárias de conteúdo religioso. A literatura escrita Zaza é rica em obras mawlid e religiosas, e as primeiras obras escritas da língua ocorrem nesses gêneros. O desenvolvimento da literatura Zaza através da publicação de revistas foi realizado através de revistas publicadas por Zazas que emigraram à Europa depois de 1980 e publicadas exclusivamente na língua Zaza, revistas predominantemente na língua Zaza, mas publicadas em vários idiomas, e revistas que não estavam na língua Zaza. idioma, mas incluiu obras na língua Zaza. Kormışkan, Tija Sodıri, Vate são revistas publicadas inteiramente na língua Zaza. Além destas, Ayre (1985-1987), Piya (1988-1992) e Raa Zazaistani (1991), que foram publicadas como revistas de língua, cultura, literatura e história por Ebubekir Pamukçu, principal nome do nacionalismo, Zaza, são revistas importantes deste período que eram predominantemente Zaza e publicadas em vários idiomas. Ware, ZazaPress, Pir, Raştiye, Vengê Zazaistani, Zazaki, Zerq, Desmala Sure, Waxt, Çıme são outras revistas multilíngues baseadas em Zaza. Além destas revistas publicadas em países europeus, Vatı (1997-1998), que é a primeira revista publicada inteiramente na língua Zaza e publicada na Turquia, e Miraz (2006) e Veng u Vaj (2008), são outras revistas importantes publicadas na língua Zaza na Turquia. As revistas publicadas principalmente em outras línguas, mas que também incluem trabalhos na língua Zaza, são revistas publicadas nas línguas Curda e Turca. Roja Newé (1963), Riya Azadi (1976), Tirêj (1979) e War (1997) estavam na língua curda; Ermin (1991), Ateş Hırsızı (1992), Ütopya, Işkın, Munzur (2000), Bezuvar (2009) eram revistas em língua turca que incluíam textos em língua Zaza. Atualmente, diferentes editoras na Turquia e em países europeus publicam obras de diferentes gêneros literários, como poesia, contos e romances na língua Zaza.

## Fonologia

### Vogais
|         | Não arredondada | Não arredondada | Arredondada | Arredondada |
|         | Anterior        | Central         | Central     | Posterior   |
| ------- | --------------- | --------------- | ----------- | ----------- |
| Fechada | i               | ɨ               | ʊ           | u           |
| Média   | e               | ə               |             | o           |
| Aberta  |                 | ɑ               |             |             |

### Consoantes
|             |             | Labial | Dental / Alveolar | Dental / Alveolar | Palatoalveolar | Velar | Uvular | Glotal | Faríngea |
|             | far.        | Labial |                   |                   | Palatoalveolar | Velar | Uvular | Glotal | Faríngea |
| ----------- | ----------- | ------ | ----------------- | ----------------- | -------------- | ----- | ------ | ------ | -------- |
| Oclusiva    | surda       | p      | t                 | tˤ                | t͡ʃ             | k     | q      |        |          |
| Oclusiva    | sonora      | b      | d                 | d                 | d͡ʒ             | ɡ     |        |        |          |
| Fricativa   | surda       | f      | s                 | sˤ                | ʃ              | x     |        | h      | ħ        |
| Fricativa   | sonora      | v      | z                 | z                 | ʒ              | ɣ     |        |        | ʕ        |
| Nasal       | Nasal       | m      | n                 | n                 |                | (ŋ)   |        |        |          |
| Lateral     |             |        | l                 | l                 |                |       |        |        |          |
| Lateral     | velarizada  |        | ɫ                 | ɫ                 |                |       |        |        |          |
| Vibrante    | simples     |        | ɾ                 | ɾ                 |                |       |        |        |          |
| Vibrante    | múltipla    |        | r                 | r                 |                |       |        |        |          |
| Aproximante | Aproximante | w      |                   |                   | j              |       |        |        |          |

A consoante nasal alveolar /n/ <n> é velarizada quando seguida pela oclusiva velar sonora /g/ <g>, se tornando uma nasal velar [n]. Além disso, quando a sequência /ng/ <ng> se apresenta ao de uma palavra, além da velarização do /n/ <n>, o /g/ <g> não é pronunciado (salvo em casos de adição de um sufixo em tal palavra).
Assim como no português, a vibrante múltipla /r/ é representada pelo /rr/ <rr>, ou quando no início de uma palavra.

## Ortografia
O atual alfabeto mais utilizado na língua zaza é próximo do alfabeto turco, que é baseado no latino, porém com algumas alterações.
| Maiúscula | Minúscula | Pronúncia (AFI) |
| --------- | --------- | --------------- |
| '         |           | [ʕ]             |
| A         | a         | [ɑ]             |
| B         | b         | [b]             |
| C         | c         | [d͡ʒ]            |
| Ç         | ç         | [t͡ʃ]            |
| D         | d         | [d]             |
| E         | e         | [ə]             |
| Ê         | ê         | [e]             |
| F         | f         | [f]             |
| G         | g         | [ɡ]             |
| Ğ         | ğ         | [ɣ]             |
| H         | h         | [h]             |
| 'H        | 'h        | [ħ]             |
| I         | ı         | [ɨ]             |
| İ         | i         | [i]             |
| J         | j         | [ʒ]             |
| K         | k         | [k]             |
| L         | l         | [l]             |
| 'L        | 'l        | [ɫ]             |
| M         | m         | [m]             |
| N         | n         | [n]             |
| O         | o         | [o]             |
| P         | p         | [p]             |
| Q         | q         | [q]             |
| R         | r         | [r]             |
| R         | r         | [ɾ]             |
| S         | s         | [s]             |
| Ş         | ş         | [ʃ]             |
| 'S        | 's        | [sˤ]            |
| T         | t         | [t]             |
| 'T        | 't        | [tˤ]            |
| U         | u         | [ʊ]             |
| Û         | û         | [u]             |
| V         | v         | [v]             |
| W         | w         | [w]             |
| X         | x         | [x]             |
| Y         | y         | [j]             |
| Z         | z         | [z]             |

Os símbolos de 'h, 's, 't, 'l e ğ não se incluem no alfabeto popular zaza, porém foram adicionados na segunda edição do "A Grammar of Dimili (Also Known as Zaza)" para distinguir fonemas sem representação no alfabeto.